# Escuadrón de Todos los Ganadores
El Escuadrón de Todos los Ganadores (inglés: All-Winners Squad) es un equipo de superhéroes ficticio que aparece en los cómics estadounidenses publicados por Marvel Comics. El primer equipo de este tipo de la compañía apareció por primera vez en All Winners Comics #19 (otoño de 1946), publicado por el predecesor de Marvel, Timely Comics, durante el período que los fanáticos e historiadores llaman la Edad de Oro de los cómics.
Si bien el título de la portada y las referencias en el libro al equipo no tienen guion, la versión del sitio web de Marvel del Manual oficial del Universo Marvel: Equipos 2005 enumera el nombre del equipo como el guion "Escuadrón de ganadores",al igual que la versión impresa y fuentes independientes.

## Historial de publicaciones

### Apariciones en la Edad de Oro de la década de 1940
El Escuadrón de Todos los Ganadores fue creado para el predecesor de Marvel, Timely Comics, en 1946, durante la Edad de Oro de los cómics.Estaba formado por el Capitán América y su compañero Bucky; la Antorcha Humana y su compañero Toro; el Sub-Marinero; el súper velocista Zumbador; y Miss America.
Si bien el súper equipo hizo solo dos apariciones en la Edad de Oro, en All Winners Comics #19 (otoño de 1946) y #21 (invierno de 1946; no hubo ningún número #20), volvió a adquirir el interés de los fanáticos cuando Marvel los reimprimió. durante la Edad de Plata de los cómics de la década de 1960.
La primera aparición del Escuadrón de Todos los Ganadores, titulada "El crimen de todos los tiempos", fue escrita por Bill Finger. La historia de 43 páginas, dividida en siete capítulos, fue escrita a lápiz por Vince Alascia, Al Avison, Bob Powell y Syd Shores, y entintada por Avison, Alascia, Powell, Allen Bellman, Al Gabriele y Don Rico. En esta historia, el equipo luchó contra el espía nazi Isbisa.
La segunda entrega, "Amenaza del mundo futuro", fue escrita por Otto Binder. La historia de siete capítulos y 43 páginas fue escrita por Alascia, Avison, Shores y el seudónimo Charles Nicholas, también conocido como Chuck Nicholas, y entintada por Alascia, Avison, Gabriele, Nicholas y Shores. Esta historia involucró las maquinaciones de Madame Death y el viajero en el tiempo Future Man.
El editor en jefe de Timely y Marvel, Stan Lee, recordó en 1999:

Sospecho que [el editor de Timely] Martin Goodman era el hombre detrás del All-Winners Squad. No es el tipo de título que habría inventado. Creo que simplemente debió haberme dicho un día: 'Quiero hacer un libro sobre la Antorcha, Toro, CA, etc., y llamémoslo All-Winners Squad'. En cuyo caso simplemente habría reunido todo y lo habría enviado. Pero sinceramente, aunque recuerdo el título, no recuerdo nada más al respecto.

Los fanáticos de los últimos días durante la Edad de Plata de los cómics conocieron el equipo a través de reimpresiones 20 años después, y su historia en All-Winners Comics #19 se reimprimió en Fantasy Masterpieces #10 (agosto de 1967) y All Winners Comics #21. reimpreso en Marvel Super-Heroes # 17-18 (noviembre de 1968 y enero de 1969). Treinta años después de esto, la totalidad de All Winners Comics #19 se reimprimió como Timely Presents: All-Winners (guion sic; título por indicio de reimpresión), también conocido como Timely Comics Presents All Winners Comics (título por portada de reimpresión) (dic. 1999).

### Continuidad retroactiva y apariciones posteriores
El Escuadrón de Todos los Ganadores ha sido reconfigurado como la continuación de posguerra de los Invasores y la Legión Libertad (dos equipos de la era de la Segunda Guerra Mundial creados por Marvel en la década de 1970) y como la inspiración para el V-Battalion (un superhéroe de posguerra). equipo creado por Marvel en 2001).
El equipo fue reintroducido en What If? # 4 (agosto de 1977), una serie general de universo alternativo. Una parte canónica de la historia revela que cuando el Capitán América/Steve Rogers y Bucky fueron dados por muertos en 1945, el presidente Truman le pidió a William Naslund, el héroe de la Segunda Guerra Mundial vestido patrióticamente, el Espíritu del 76, que asumiera el papel del Capitán América, con un joven llamado Fred Davis como Bucky. Continúan desempeñando los mismos roles después de la guerra con el Escuadrón de los Ganadores, hasta que el androide Adam II hirió fatalmente a Naslund en 1946.
Después de la muerte de Naslund, Jeff Mace, el Patriota de la Edad de Oro, asumió el papel del Capitán América, y Davis continuó como Bucky; sin embargo, Davis recibió un disparo y resultó herido en 1948 y se vio obligado a retirarse. Mace se asoció con Betsy Ross, la superheroína Golden Girl, y en algún momento antes de 1953 renunció a su identidad de Capitán América para casarse con ella. Mace desarrolló cáncer y murió décadas después.
La Legión Libertad, creada en 1976 pero cuyas aventuras están ambientadas en la Segunda Guerra Mundial, incluía a dos futuros miembros del Escuadrón de Todos los Ganadores: Zumbador y Miss America.
El Escuadrón de Todos los Ganadores hizo apariciones retrospectivas en The Sensational She-Hulk #22 (diciembre de 1990), trabajando junto a Blonde Phantom, en All Winners Comics 70th Anniversary Special (2009) y Captain America: Patriot (2010).
Más recientemente, el Equipo de Ganadores hizo un cameo en un flashback en The Marvels #1 (junio de 2021), sobrevolando la Indochina francesa en 1947. El equipo mostrado incluía solo a Sub-Marinero, Antorcha Humana, Toro y Miss América y solo apareció en un solo panel.